# Idaea metohiensis
Idaea metohiensis är en fjärilsart som beskrevs av Hans Rebel 1900. Idaea metohiensis ingår i släktet Idaea och familjen mätare. Inga underarter finns listade i Catalogue of Life.